# Крусиньский, Станислав
Станислав Крусиньский (пол. Stanisław Krusiński, 1 мая 1857 — 24 января 1886) — польский экономист и социолог, один из первых популяризаторов марксизма в Польше, один из переводчиков «Капитала» Маркса на польский язык.

## Биография
В 1880—1883 гг. возглавлял социологический кружок студентов Варшавского университета, но был арестован и исключен из него за участие в студенческой демонстрации 1883 года. Вместе с Людвиком Кшивицким работал над первым польским переводом «Капитала» Маркса в 1884 году. Тогда же положил начало марксистской публицистике в легальной прессе.